# 卡梅隆·杰罗梅
卡梅隆·杰罗梅（英語：Cameron Zishan Jerome，1986年10月14日—）已退役英格蘭職業足球員，司職前鋒。

## 生平

### 球會
謝路美於本地球隊Westend Juniors開始足球訓練，後來轉至哈德斯菲爾德，亦曾於甘士比和錫周三接受足球訓練。2003年，謝路美在英超球隊米杜士堡踢球，後來被球隊放棄，在英冠球隊卡迪夫城獲得合約，得以繼續足球事業，更被BBC形容為「卡迪夫城明日之星」，謝路美於2004-05賽季上陣32場射入7球，2005-06賽季更射入20球成為卡迪夫城的首席射手。因此獲伯明翰城青睞。
2006年5月31日，謝路美通過體檢正式與伯明翰城簽約，轉會費350萬英鎊，錫菲聯、西布朗、诺里奇城亦曾表示對謝路美有興趣。2006年9月12日，謝路美對昆士柏流浪為伯明翰城射入首個入球。謝路美助伯明翰城升上英超，於2007年8月25日對打比郡僅32秒即射入首個英超入球，助伯明翰贏得該季首場英超賽事。
2011年謝路美隨同伯明翰降班英冠，於新球季為球隊以後補身上陣1場後，在8月31日轉會窗關閉前一天轉投英超球會史篤城，簽約四年。2013年9月3日於轉會窗關閉前被借用到水晶宮一整個球季。
2014年8月20日，謝路美轉投剛降班英冠的诺里奇城，簽約三年。

### 國家隊
謝路美是英格蘭21歲以下足球代表隊成員，可參加2009年的歐洲U-21足球錦標賽。
在2022年10月，謝路美同意代表格林納達。

## 榮譽
伯明翰城
- 英格蘭聯賽盃：2010/11年；

## 外部連結
- soccerbase 謝路美數據
- 伯明翰城官方網站 謝路美資料
- myspace 謝路美網站